# Alchemilla frigens
Alchemilla frigens é uma espécie de rosácea do gênero Alchemilla, pertencente à família Rosaceae.